# Turritigera
Turritigera is een mosdiertjesgeslacht uit de familie van de Lekythoporidae en de orde Cheilostomatida. De wetenschappelijke naam ervan is in 1884 voor het eerst geldig gepubliceerd door Busk.

## Soorten
- Turritigera buski Ramalho, Muricy & Taylor, 2011
- Turritigera cribrata Hayward, 1993
- Turritigera fenestella Cook & Hayward, 1983
- Turritigera reticulata Cook & Hayward, 1983
- Turritigera stellata Busk, 1884